# زينة إبراهيم شرف
زينة إبراهيم شرف (مواليد 20 يونيو 2003 في الإسكندرية) هي لاعبة جمباز مصرية، مثّلت بلادها في الألعاب الأولمبية الصيفية 2020 في طوكيو.

## المشاركة الأولمبية

### طوكيو 2020
تأهلت زينة لدورة طوكيو 2020 بعد تحقيقها للمركز الأول في بطولة أفريقيا للجمباز الفني 2021 في القاهرة.
| مصر (EGY)        | مصر (EGY)                                                         | مصر (EGY) | مصر (EGY) | مصر (EGY) | مصر (EGY) | مصر (EGY) | مصر (EGY) | مصر (EGY) | مصر (EGY) | مصر (EGY) | مصر (EGY) | مصر (EGY) | مصر (EGY) |
| الرياضيّة         | الحدث                                                             | التصفيات  | التصفيات  | التصفيات  | التصفيات  | التصفيات  | التصفيات  | النهائي   | النهائي   | النهائي   | النهائي   | النهائي   | النهائي   |
| الرياضيّة         | الحدث                                                             | الوضع     | الوضع     | الوضع     | الوضع     | المجموع   | الترتيب   | الوضع     | الوضع     | الوضع     | الوضع     | المجموع   | الترتيب   |
| الرياضيّة         | الحدث                                                             | F         | V         | UB        | BB        | المجموع   | الترتيب   | F         | V         | UB        | BB        | المجموع   | الترتيب   |
| ---------------- | ----------------------------------------------------------------- | --------- | --------- | --------- | --------- | --------- | --------- | --------- | --------- | --------- | --------- | --------- | --------- |
| زينة إبراهيم شرف | الجمباز في الألعاب الأولمبية الصيفية 2020 – فردي فني شامل للسيدات | 13.200    | 12.500    | 11.866    | 11.700    | 49.266    | 64        | لم تتأهل  | لم تتأهل  | لم تتأهل  | لم تتأهل  | لم تتأهل  | لم تتأهل  |